# Bromoviridae
Bromoviridae és una família de virus de plantes que pertanyen al grup de virus d'ARN monocatenaris +.

## Gèneres
- Gènere Alfamovirus; espècie tipus: Alfalfa mosaic virus
- Gènere Anulavirus; espècie tipus: Pelargonium zonate spot virus
- Gènere Bromovirus; espècie tipus: Brome mosaic virus
- Gènere Cucumovirus; espècie tipus: virus del mosaic del cogombre
- Gènere Ilarvirus; espècie tipus: Tobacco streak virus
- Gènere Oleavirus; espècie tipus: Olive latent virus 2